# Nina Bergström
Nina Monika Bergström, född 30 maj 1962 i Karlstad, är en svensk skådespelare, animatör och regissör för animation, dokumentärfilm och teater. 
Bergström har bakgrund som skådespelare från bland annat Teaterverkstedet, Teater Beljash, Teater Solvere samt som regissör och manusförfattare för teater. 
Hon debuterade som filmregissör, manusförfattare, klippare, musikkompositör med  dokumentärfilmen Väninnor (1996). 
Hon studerade därefter 3D grafik och animation vid Graphic Studio 1998-2000. Från 2000-2013 arbetade hon med långfilm och TV-serieproduktioner i Norge, vilka mottagit flertalet priser och nominationer såsom Amandaprisen, Emmy Award och Annecy Cristal.[källa behövs] Bergström gick Mästarklass i berättande vid Stockholms dramatiska högskola 2013 där hon sedan 2014 arbetar som lektor. Bergströms senaste film Pappa (2016) mottog NordicDocs Award 2016 . 

## Filmografi
- 1996 – Väninnor
- 2003 – Videoverk för Open Dance Company
- 2005 – Elias den lille redningsskøyta
- 2006 – Slipp jimmy fri
- 2007 – Elias og Kongeskipet
- 2007 – Knerten og Lillebror

- 2008 - Elias
- 2010 – Trolljegeren
- 2012 – Blekkulf
- 2016 – Pappa